# Ma Yuan (General)

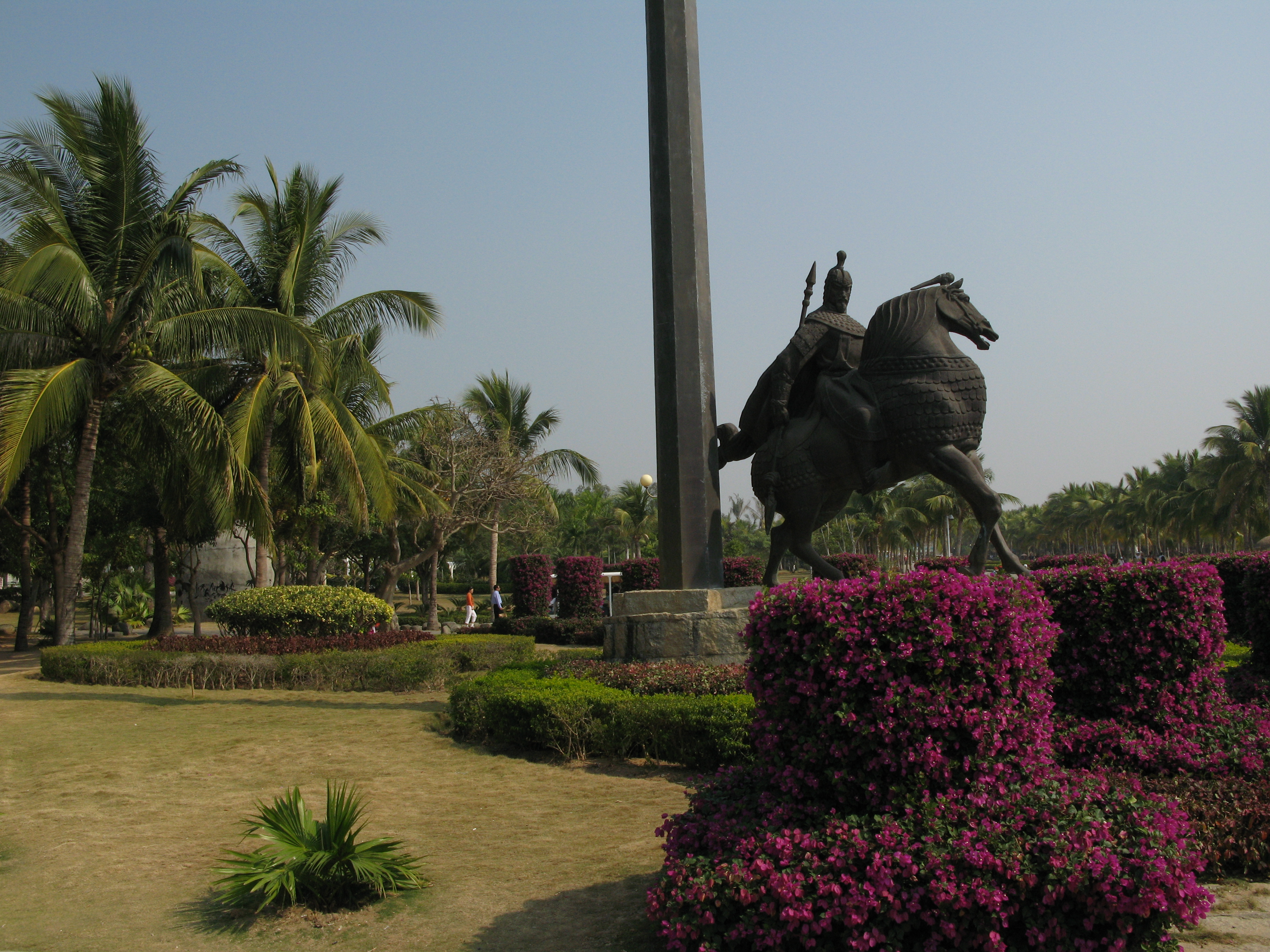
Ma-Yuan-Skulptur in Hainan

Ma Yuan (chinesisch 馬 援 / 马援, Pinyin Ma Yuán; † 49) war ein chinesischer General unter der Han-Dynastie. Der Shu-General Ma Chao stammt von ihm ab.

## Leben
Ma half dem Han-Kaiser Guangwu, das Reich zu vereinigen und die Han-Dynastie wiederherzustellen. Er führte auch Feldzüge gegen die Stämme im heutigen Vietnam und unterdrückte den Aufstand der Trưng-Schwestern Trưng Trắc (徵側,  Zhen Ce) und Trưng Nhị (徵貳,  Zheng Er).
Einer seiner größten Erfolge war die Unterwerfung der Nanman im Süden des Reiches. Dafür erhielt er den Ehrentitel „General, der die Wogen glättet“ (Fubo Jiangjun, 伏波將軍). Das Gebiet, das er erobert hatte, ist in etwa mit dem heutigen nördlichen Vietnam identisch. Er wurde von den Nanman nachweislich verehrt und ihm wurde ein Tempel errichtet, der jedoch bislang nicht lokalisiert wurde.
Ma Yuan besiegte außerdem den Warlord Wei Ao (隗囂), der sich im heutigen östlichen Gansu festgesetzt hatte.
Auf einem Feldzug im Jahr 49 gegen die Wulin-Stämme (im heutigen östlichen Gansu und nordwestlichen Hunan) machte sich unter Ma Yuans Soldaten eine Seuche breit, der die meisten zum Opfer fielen, auch Ma Yuan. Sein Stellvertreter Geng Shu, der mit Ma Yuans Strategie nicht einverstanden gewesen war, verschwor sich mit Kaiser Guangwus Schwiegersohn Liang Song (der ebenfalls Groll gegen Ma Yuan hegte). Sie verleumdeten Ma Yuan und klagten ihn vieler (uns größtenteils nicht überlieferter) Verbrechen an. Zwei wichtige Anklagepunkte waren, dass er auf dem Weg zu den Wulin-Stämmen die Seuche selbst verschuldet habe und auf dem Feldzug Perlen und Rhinozeros-Horn unterschlagen habe. Kaiser Guangwu ließ sich täuschen und entzog Ma Yuan postum sein Lehen und seinen Marquis-Titel. Er wurde unter dem nachfolgenden Kaiser Ming rehabilitiert, nachdem dieser Mas Tochter geheiratet hatte.

## Bedeutung
Ma Yuan ist einer der berühmtesten Generäle der chinesischen Geschichte, aber weniger seiner militärischen Erfolge wegen, sondern vielmehr wegen seiner Beharrlichkeit und Achtung gegenüber Freunden und Untergebenen. Zu seinen militärischen Fertigkeiten kam großes Lob für seine Eigendisziplin. 
Zwei chinesische Sprichwörter werden Ma Yuan zugeschrieben: Den Körper in Pferdeleder einwickeln (馬革裹屍) bedeutet so viel wie „als Krieger auf dem Schlachtfeld zu sterben bereit sein“. Ma Yuan soll diese Phrase verwendet haben, als er einem Freund erzählte, warum er den Kriegsdienst fortsetzen wollte.
Einen Tiger zu zeichnen misslingt und es kommt ein Hund heraus (畫虎不成反類犬) bezeichnet gescheiterte Ambitionen, die sich ins Gegenteil verkehren. Ma soll mit diesen Worten seine Neffen davor gewarnt haben, Du Bao (eine Heldengestalt ihrer Zeit) nachzuahmen und so auf Abwege zu geraten.